# Bicaz (Maramureș)
Bicaz é uma comuna romena localizada no distrito de Maramureș, na região histórica da Transilvânia. A comuna possui uma área de 29.19 km² e sua população era de 1174 habitantes segundo o censo de 2007.